# هرمان اپنهوف
هرمان اپنهوف (انگلیسی: Hermann Eppenhoff; ۱۹ مهٔ ۱۹۱۹ – ۱۰ آوریل ۱۹۹۲) بازیکن فوتبال اهل آلمان بود.
از باشگاه‌هایی که در آن بازی کرده‌است می‌توان به باشگاه فوتبال شالکه ۰۴ اشاره کرد.
وی همچنین در تیم ملی فوتبال آلمان بازی کرده‌است.

## یادکرد ویکی‌پدیا
- مشارکت‌کنندگان ویکی‌پدیا. «Hermann Eppenhoff». در دانشنامهٔ ویکی‌پدیای انگلیسی، بازبینی‌شده در ۱۳ آوریل ۲۰۲۲.